# Maksym Życzykow
Maksym Serhijowycz Życzykow, ukr. Максим Сергійович Жичиков (ur. 7 listopada 1992 we wsi Krasnopawliwka, w obwodzie charkowskim, Ukraina) – ukraiński piłkarz, grający na pozycji obrońcy.

## Kariera piłkarska

### Kariera klubowa
Wychowanek Szkoły Sportowej w Charkowie, barwy której bronił w juniorskich mistrzostwach Ukrainy (DJuFL). Karierę piłkarską rozpoczął 17 lipca 2009 w drużynie rezerw Szachtara Donieck, a od 2011 występował w drużynie młodzieżowej Szachtara. Latem 2013 został wypożyczony do Zorii Ługańsk, jednak również nie wychodził na boisko w podstawowym składzie ługańskiego klubu. Latem 2013 został wypożyczony do pierwszoligowego FK Sumy, gdzie zagrał 16 spotkań. W sezonie 2015/16 był zawodnikiem Illicziwca Mariupol. W lipcu 2016 przeniósł się do FK Ołeksandrija, w którym grał do końca grudnia 2016. 3 stycznia 2017 znów został piłkarzem Illicziwca. 22 lipca 2017 przeszedł do litewskiego FK Jonava, ale już we wrześniu 2017 został piłkarzem MFK Mikołajów. W lutym 2018 przeniósł się do FK Połtawa. 4 sierpnia 2018 podpisał kontrakt z fińskim Kokkolan Palloveikot. 22 lutego 2019 zasilił skład Arsenału Kijów. 17 sierpnia 2019 przeszedł do FK Mynaj.

### Kariera reprezentacyjna
Występował w juniorskich reprezentacjach Ukrainy U-17 i U-19. Potem bronił barw młodzieżówki.